# 中央保密委员会
中央保密委员会（简称中保委），是中国共产党中央委员会下设的负责保密工作的机构。

## 历史沿革

### 1921年至1948年
1921年中共一大通过的《中国共产党第一个纲领》规定：“在党处于秘密状态时，党的重要主张和党员身份应当保守秘密”，这是中国共产党最早的有关保密工作的规定。1922年中共二大通过的《中国共产党党章》规定：“泄露本党秘密”者，“必须开除”。1926年1月，中共中央下发《中共中央组织部通知——加强党的秘密工作》的文件，这是中国共产党第一个有关保密工作的专门性文件。1929年2月6日，中央成立了以周恩来为主席的中央秘密工作委员会，配备专职委员，这是中共中央政治局直接领导的负责保密工作的专门机构。该委员会先后制定了《中共中央秘密工作条例》、《中共中央秘密工作委员会关于秘密技术工作的规定》等保密工作文件。
1937年抗日战争爆发后，中国共产党提出的保密工作方针为公开工作与保密工作相结合，并且提出保密工作要走群众路线，不搞关门主义、神秘化。当时，中央秘密工作委员会早已停止工作，中央遂成立中共中央社会部，主管保密工作。1942年，毛泽东在延安为保密工作题词：“保守党的机密，慎之又慎”。

### 1948年至1950年
第二次国共内战时期，1946年6月全面内战爆发后，中共中央决定将中共中央机要委员会改建为中共中央保密委员会。1948年5月19日，中央下发《中共中央保密委员会章程（草案）》（以下简称《章程》），规定了中央保密委员会的性质和任务、组成人员、工作方法。其中规定：中央保密委员会应当“协助中央、军委进行有关我党我军机要电讯保密事宜，成为中央秘书长及军委总参谋长领导保密工作之直接助手”。此外还规定：“保密委员会不是行政领导机构，而是业务指导机构”，这个做法沿用至今。中央保密委员会和此前的中共中央社会部、中共中央城工部、中共中央情报部不同，也和中共中央办公厅及中央军委作战部仅检查和指导各自系统的保密工作不同，中央保密委员会是主管中共中央和中央军委各机关保密工作的总机构。
中央保密委员会的任务有：“检查、督促各地方、各部队保密工作情况，帮助各机关建立保密制度，指导下级保密工作并在各级保密委员会之间建立请示报告制度；实行保密工作奖惩制度，对保密工作好的单位或个人给予奖励，对于失密、泄密事件责任者给予严肃纪律处分……”
依照《章程》的规定，周恩来（时任中共中央副主席兼中国人民解放军总参谋长）、任弼时（时任中共中央书记处书记、中共中央秘书长）与杨尚昆（时任中共中央办公厅主任兼中央军委秘书长）商定：中央保密委员会总负责人是周恩来、任弼时、杨尚昆；主任委员是李克农（时任中共中央社会部部长）；委员是王诤、戴镜元（时任中共中央军委作战部第三局大队长，1948年6月后担任第二局政治委员）、李质忠。
1948年7月5日，《中央及军委关于保密和电报管理的指示》下发，其报送范围引起周恩来注意。当时送周恩来批阅的文件报送范围是“各中央局、分局、各前委”，周恩来阅后在“各前委”后面加上“所属保密委员会”七个字。
中央保密委员会成立的同时，中共各级党组织也成立了保密委员会。1948年10月3日，中共中央办公厅机要处参照《章程》，拟定了《各地各级保委会工作简章》，其中规定：“各纵队及区党委以上之机关组织保密委员会协助各级首长进行检查执行解决有关保密工作事宜。人选由各级最高首长指定参谋长或秘书长，以及政治部、社会部、社会保卫三科及机要科等负责同志组成，其中指定一人为主任委员。”工作任务为：“保障上级有关保密指示的贯彻执行；督促检查各级直属机关之保密工作，审核制定保密制度，处理重大失密事宜；收集敌方机要通信工作及对我机要通信侦测盗窃材料及时研究提出防范意见等。”
中共地方各级党组织及军事组织的保密委员会建立后，各级政府的保密委员会也先后建立，分成专署、行署、大区人民政府三级。

### 1950年至1960年
1950年，中共中央和中央人民政府政务院先后发出《关于加强保守党与国家机关秘密的规定》和《关于各级政府工作人员保守国家机密的指示》等文件。1950年1月10日，经刘少奇、朱德批准，中央人民政府人民革命军事委员会颁布《国家保密条例》。1951年6月8日，经毛泽东批准，中央人民政府政务院总理周恩来发布中央人民政府政务院命令，颁布《保守国家机密暂行条例》。1958年，中共中央作出《关于科学技术保密问题的规定》。
1951年，中共中央书记处扩大会议决定重建“中央保密委员会”。1951年，政务院党组也下设了保密委员会，负责领导检查政府各部门的保密工作，这是中央人民政府系统内成立的首个保密机构。1951年5月，中共中央下发《中国共产党各级保密委员会组织通则》，其中规定“中央及各级党委的保密委员会，在中央或各级党委的领导下进行工作”，“按照党内统一、党外分设的原则进行组织：党的系统的保密委员会，一般设到县级及大、中城市的区级”。1953年5月，根据周恩来指示，成立中央保密委员会办公室，承担日常保密工作任务。
1956年4月20日，中央保密委员会被撤销。
1954年，中央人民政府政务院改为中华人民共和国国务院。国务院下设“国务院保密委员会”，作为政府系统的保密工作机构。
1955年6月，根据1954年12月14日中共中央《关于在报刊出版物上保守国家工业建设秘密》的指示，中华人民共和国公安部在办公厅设立宣传保密处，负责检查并监督全国性报刊出版物不得泄露国家工业建设秘密，并且作为国务院保密委员会的一个办事机构开展宣传保密的日常工作。该处首任处长为焦成。1959年6月29日，中央为加强保密工作，依照习仲勋的建议，把政府系统的保密工作移交给公安部门承担。

### 1960年至1978年
1960年3月5日，公安部党组向中共中央呈交《关于开展保密检查运动加强保密工作问题向中央的请示报告》，建议在中共中央的领导下，设立“中央保密委员会”，同时也作为国务院的保密委员会，统一领导党、政、军各方面保密工作，并且建议省、市、自治区和中央各部、委、院成立专门的保密机构，各级公安机关组织专门的班子作为各级党和政府的保密委员会的办事机构。公安部党组并代中共中央拟了《中央保密委员会关于保守国家机密的暂行规定（草案）》。
1960年5月5日，中共中央同意并且向各省、市、自治区党委，中央各部委、党组转发了公安部党组的上述请示报告，中共中央决定由谢富治、杨尚昆、宋任穷、赵尔陆、萧华、韩光、杨奇清组成“中央保密委员会”，谢富治任主任。中央保密委员会在中共中央领导下，统一领导党、政、军系统的保密工作。此后，中央直属各部委、党组，各省、市、自治区党委及所属各地委、县委、城市区委，军队团以上党委，重点的厂矿、企业、学校等等，都建立了保密委员会。各级公安机关成为同级保密委员会的办事机构。1960年5月，公安部成立中央保密委员会办公室，以国家保密委员会办公室和公安部办公厅宣传保密处合并组建而成。中央保密委员会办公室设在公安部，作为中央保密委员会的日常办事机构。经中共中央批准，杨奇清（中央保密委员会委员、公安部副部长）兼任办公室主任，孙振（公安部六局副局长、公安部办公厅副主任）任副主任。根据公安部党组的上述请示报告，1960年6月3日起，公安部开始群众性的保密大检查。经过4年多的运行，中央保密委员会办公室向公安部党组建议，将中央保密委员会办公室由公安部划归中共中央办公厅，以便理顺体制。1964年，中央保密委员会办公室副主任孙振调任中央监察委员会驻公安部监察组副组长（组长是公安部副部长梁国斌兼任），中央保密委员会办公室改由副主任焦成、梅健群负责具体工作。
1964年，中央保密委员会、国家计划委员会、国家经济委员会发出《关于加强“三线”建设和“一、二线”保密工作的通知》。1966年4月以后，中央保密委员会未再开展活动。
文化大革命时期，保密工作受冲击，组织、制度、思想均受到破坏。1969年10月，中共中央下发《关于加强保密工作的紧急指示》。1976年粉碎“四人帮”。此后中央保密委员会办公室开始恢复工作。1977年，根据公安部党组1964年的建议，中央保密委员会办公室正式由公安部划归中共中央办公厅。

### 1978年至今
1978年7月9日，中共中央下发《关于恢复和健全保密委员会的通知》，恢复建立“中央保密委员会”等各级保密委员会。1980年4月4日，中共中央书记处在北京召开了高规格的“四四”保密问题报告会。1980年6月23日，中共中央保密委员会召开第一次全体会议。1980年，中共中央发出《关于调整中央保密委员会和加强保密办事机构的通知》。1983年，中共中央办公厅印发《关于中央保密委员会的体制改革和机构设置的报告》。1985年，《保密工作》杂志创刊。1989年，金城出版社成立。为贯彻中共十三大提出的党政分开的精神，1988年3月，中华人民共和国国务院发文，决定设立国家保密局，明确国家保密局为国务院部委归口管理的国家局，为主管全国保密工作的职能部门。1993年7月，中共中央决定恢复设立中央保密委员会办公室，与国家保密局一个机构两块牌子，列入中共中央直属机关的下属机构。
1988年9月5日，第七届全国人大常委会第三次会议通过《中华人民共和国保守国家秘密法》。1990年4月25日，经国务院批准发布《中华人民共和国保守国家秘密法实施办法》。1990年7月17日，中共中央发出《关于加强保密工作的通知》。1993年12月18日，中共中央转发了中央保密委员会《关于进一步加强保密工作的报告》。1996年，中央保密委员会印发《中央、国家机关各部门保密工作职责》的通知。1997年，中共中央作出《关于加强新形势下保密工作的决定》。同年，中央保密委员会下发《关于党政领导干部保密工作责任制的规定》。1999年，中共中央制定《计算机信息系统国际联网保密管理规定》。同年，中央保密委员会印发《关于加强高技术条件下保密工作的意见》。2010年4月29日，《中华人民共和国保守国家秘密法》经第十一届全国人大常委会第十四次会议修订通过，中华人民共和国主席胡锦涛签发主席令予以公布。

## 历任领导
中央保密委员会总负责人
- 周恩来（1948年－？）
- 任弼时（1948年－？）
- 杨尚昆（1948年－？）

中央保密委员会主任委员
- 李克农（1948年－？）

中央保密委员会主任
- 李克农（1951年－1956年4月）

中央保密委员会主任
- 谢富治（1960年5月－1966年文革爆发）

中央保密委员会主任
- 纪登奎（1978年7月－1980年6月）
- 彭冲（1980年6月－1983年3月）
- 陈丕显（1983年3月－1986年3月）[11]
- 乔石（1986年3月－1998年5月）
- 罗干（1998年5月－2007年10月）
- 王刚（2007年10月－2008年9月）
- 令计划（2008年9月－2012年12月）[12]
- 栗战书（2012年12月－2017年12月）[13]
- 丁薛祥（2017年12月－）